# Grande Arche
La Grande Arche de la Fraternité (De grote boog van de broederschap), beter bekend onder de naam l'Arche de la Défense of Grande Arche, is een gebouw in het zakendistrict La Défense in Puteaux, ten westen van Parijs.
De Deense architect Johan Otto von Spreckelsen wilde een 20e-eeuwse versie van de Arc de Triomphe realiseren. Hiermee werd in 1985 een aanvang gemaakt. Een jaar voor zijn overlijden, in 1987, droeg hij het werk over aan de Franse architect Paul Andreu. Het gebouw werd geopend op 14 juli 1989, precies 200 jaar na de bestorming van de Bastille. Deze gebeurtenis wordt gezien als het begin van de Franse Revolutie. De opening was tevens ter gelegenheid van het bijeenkomen te Parijs van de Groep van Zeven (G7), van 14 tot 16 juli dat jaar. 
Dit moderne monument heeft de vorm van een deur die zich opent naar de wereld. Met 110 meter hoog, 108 meter lang en een breedte van 112 meter is de Grande Arche vrijwel kubusvormig. Het verzinnebeeldt een vierdimensionale hyperkubus, ook wel tesseract genoemd, geprojecteerd in de driedimensionale realiteit. De binnenkant van het bouwwerk is open, waardoor het, net als de Arc de Triomphe, een voorbeeld is van een urban window.
Glazen liften naar de top bieden een panoramisch uitzicht. Het dakterras is vele jaren gesloten geweest, maar sinds 2017 weer geopend voor publiek, na een grote renovatie. Hierbij werden de minder sterke en meer onderhoud vergende marmeren platen op de betonnen constructie vervangen door platen van graniet, waardoor de speling van het licht enigszins veranderde.  
In het gebouw, dat 35 verdiepingen telt, werken 4000 mensen. Er zijn kantoren in gevestigd. De bovenste verdiepingen zijn onder andere in gebruik als expositieruimte (het 1200 m² grote museum voor fotojournalistiek), winkel en restaurant. Het restaurant is vanaf 12:00 tot 18:30 u. dagelijks geopend, in tegenstelling tot de beginjaren. Het is met een eigen lift bereikbaar, mede in het kader van privacy. 
De Grande Arche staat in dezelfde lijn als de Arc de Triomphe, Arc de Triomphe du Carrousel in de Tuilerieën en de glazen piramide van het Louvre. Deze lijn wordt de Axe historique genoemd, ook bekend staand als "Triumphal Way”,